# Ryan Esson
Ryan Esson (Aberdeen, 19 maart 1980) is een Schotse voetbaldoelman die sinds 2008 voor de Schotse eersteklasser Inverness CT uitkomt. Voordien speelde Esson onder meer voor Aberdeen FC en Shrewsbury Town FC.

## Carrière

### Aberdeen
Esson startte zijn carrière in zijn geboortestad bij Aberdeen FC. Hij maakte zijn debuut op 14 mei 2000 in een wedstrijd tegen Kilmarnock FC (5-1 winst) en werd eerste keeper in het seizoen 2000/01. Nadat hij zijn basisplaats verloor het seizoen daarop werd hij voor een korte periode (mei-maart 2002) aan Rotherham United FC verhuurd.
Esson speelde geen enkele competitiewedstrijd in het seizoen 2002-2003 en in het seizoen 2003/04 slechts twee wedstrijden. Maar in het seizoen 2004/05 stond hij meestal in de basis en werd geselecteerd voor de Schotse nationale ploeg voor een wedstrijd tegen Verenigde Staten.
Na het seizoen 2005/06, waarin hij 18 wedstrijden speelde, liep zijn contract ten einde en hij besloot de club te verlaten met de bedoeling ergens een basisplaats te bekomen. Zijn laatste wedstrijd was op 7 mei 2006 in een wedstrijd tegen Celtic FC (2-2).

### Shrewsbury Town
Op 30 juni 2006 tekende hij een contract bij het Engelse Shrewsbury Town FC. Esson maakte zijn debuut in de eerste competitiewedstrijd van het seizoen 2006/07 tegen Mansfield Town FC (2-2). Nadat hij de eerste zes competitiewedstrijden in de basis had gestaan, verloor hij deze plaats aan Chris Mackenzie.
In een wedstrijd met de reserven van Shrewsbury brak Esson zijn kaakbeen en was tien weken buiten strijd.
Door de blessure van Esson moest Shrewsbury op zoek naar nog een doelman. Het huurde Scott Shearer van Bristol Rovers FC. Na zijn revalidatie kon Esson Shearer echter niet uit de ploeg spelen en Shearer stond de rest van het seizoen in de basis. In de finale van de League Two play-offs mocht Shearer niet spelen tegen Bristol Rovers en werd gekozen voor Chris Mackenzie, omdat hij meer wedstrijden had gespeeld dan Esson.
Op het einde van het seizoen 2006/07 verliet Shearer de club en Shrewsbury kon Welsh international Glyn Garner aantrekken om zijn rol als eerste keeper over te nemen voor het seizoen 2007/08. Het contract van Esson liep nog een jaar en hij mocht de club verlaten indien hij dit wou of indien er concrete interesse was. Er waren echter geen clubs in hem geïnteresseerd en Esson besloot om zijn contract uit te doen en probeerde om opnieuw eerste keeper te worden.
In 2007/08 speelde Esson in de eerste twee rondes van de League Cup, waarin hij een hoofdrol opeiste in de wedstrijd tegen Colchester United FC door een penalty te stoppen bij een 1-0-voorsprong van Shrewsbury. Garner bleef echter de onbetwiste nummer één en er deden geruchten de ronde dat Esson een terugkeer naar Schotland overwoog. Op 30 januari 2008 verliet Esson de club, nadat hij de laatste zes maanden van zijn contract had afgekocht.

### Hereford United
Op 17 maart 2008 tekende hij voor Hereford United FC, waar hij tot het einde van het seizoen speelde. Hij speelde er echter één wedstrijd, de laatste competitiewedstrijd tegen Grimsby Town FC.

### Inverness CT
Op 15 juli 2008 tekende Esson een contract voor twee seizoenen bij het Schotse Inverness Caledonian Thistle FC. Hij stond regelmatig in de basis en werd met de club kampioen in de First Division. Momenteel is hij eerste keeper bij de eersteklasser.